# George Enacovici
George Enacovici (n. 22 aprilie 1891 în Focșani - d. 26 ianuarie 1965 în București)  a fost un compozitor român.
George Enacovici a studiat în București cu Géza de Kresz, iar în Paris, până în 1918 la Schola Cantorum  cu Armand Parent și Vincent d'Indy.
Ca violonist, în 1915 George Enacovici a câștigat concursul Enescu cu sonata pentru pian a acestuia în Mi major și Premiul I al concursului de compoziții muzicale, în valoare de 1500 lei, pentru lucrarea, pentru vioară și orchestră, intitulată „Rapsozii”.
Până în 1919 a fost profesor de vioară la Conservatorul din București.
În 1929, George Enacovici a fost angajat ca primul șef al Orchestrei Radio din București.